# Pawłowice Małe
Pawłowice Małe (do lat 70. XX w. Polowice, niem. Pahlowitz) – wieś w Polsce, w województwie dolnośląskim, w powiecie legnickim w gminie Krotoszyce.

## Położenie
Leżąca w strefie ochronnej Huty Miedzi Legnica, zlikwidowana w latach 1999–2002 ze względu na szkodliwe oddziaływanie zakładu, wysiedlona. Wszystkie zabudowania (w tym zabytkowy pałac), z wyjątkiem stacji kolejowej Pawłowice Małe na linii Legnica - Zawidów (początek bocznicy do Huty) zostały rozebrane.
Po roku 2006 miejscowość ponownie zasiedlona. Według Narodowego Spisu Powszechnego z marca 2011 wieś liczyła 13 stałych mieszkańców i była najmniejszą miejscowością gminy Krotoszyce.
Od końca roku 2021 wraz ze śmiercią ostatniego mieszkańca wieś ponownie wyludniła się.

## Podział administracyjny
W latach 1975–1998 miejscowość administracyjnie należała do województwa legnickiego. W roku 1983 część terenów wsi Pawłowice Małe przyłączono do Legnicy, zagospodarowując je na obiekty hydrotechniczne oczyszczalni ścieków oraz składowisko odpadów hutniczych.

## Szlaki turystycznePTTK
- Szlak Dookoła Legnicy - odcinek III Jezierzany - Ulesie - Lipce - Czerwony Kościół - Pawłowice Małe (9 km);
- Szlak Dookoła Legnicy - odcinek IV Pawłowice Małe - Szymanowice - Smokowice - Dunino - Tyńczyk Legnicki - Warmątowice Sienkiewiczowskie (10,2 km);